# 雑賀就正
雑賀 就正（さいか なりまさ）は、江戸時代初期の武士。毛利氏家臣で長州藩士。父は雑賀元相。知行は300石。

## 生涯
寛永5年（1628年）、長州藩士である雑賀元相の子として生まれる。
寛永19年（1642年）11月15日、毛利秀就から「忠兵衛尉」の官途名と「就」の偏諱を与えられ、以後、毛利秀就、綱広、吉就の三代に仕える。
寛文5年（1665年）8月24日に父・元相が死去し、その後を継いだ。
元禄6年（1693年）10月23日に死去。享年66。子の勝正が後を継いだ。